# Advanced Materials
At Advanced Materials egy lektorált fizikai és kémiai szakfolyóirat. Elsőként 1988-ban, a német Angewandte Chemie folyóirat mellékleteként jelent meg, majd másfél évvel később önállósult. Kiadója a Wiley-WCH, amely a folyóiratot hetente adja közre. Főszerkesztője Peter Gregory.

## Tartalma
A folyóirat jellemzőek az alábbi témakörökkel kapcsolatos cikkeket közöl: anyagtudomány, nanotechnológia, szupravezetők, optika, lézerek, szenzorok, porózus anyagok, fénykibocsájtó anyagok, kerámiák, biológiai anyagok, mágneses anyagok, vékonyrétegek, kolloidok, fotovoltaikus anyagok, napelemek, ferroelektromos anyagok, metaanyagok, szövettechnológia, képalkotás, önrendeződés, polimerek, nanokompozitok, nanorészecskék stb.

## Tudománymetrikai adatai
| Mérőszám                                                | 2015  |
| ------------------------------------------------------- | ----- |
| Összes publikáció                                       |       |
| Impaktfaktor (hatástényező)                             | 18,96 |
| Az impaktfaktor ötéves átlaga (five-year impact factor) |       |
| Közvetlenségi index (immediacy index)                   | 3,44  |
| Az idézések felezési ideje (cited half-life)            | 5,00  |
| EigenFactor-pontszám                                    | 0,30  |
| A cikkek hatása (Article Influence Score)               | 4,75  |
| CiteScore                                               |       |
| (Source-Normalized Impact per Page, SNIP)               |       |
| SCImago-rang                                            | 9,021 |
| 1. 2. 3. 4. 5. 6. 7.                                    |       |